# Corydalis heterophylla
Corydalis heterophylla är en vallmoväxtart som beskrevs av M.A. Mikhailova. Corydalis heterophylla ingår i släktet nunneörter, och familjen vallmoväxter. Inga underarter finns listade i Catalogue of Life.